# 岡村渉
岡村 渉（おかむら わたる）は日本のマイム俳優、演出家、振付家。大阪芸術大学芸術学部美術学科卒業。

## 来歴
海外で観たストリートパフォーマンスがきっかけでマイムに興味を持ち、2008年よりいいむろなおきに師事。以後、いいむろなおきマイムカンパニーの舞台作品や学校公演に出演。
言葉を使わない舞台表現や、他ジャンルを組み合わせて構成するステージパフォーマンスの脚本・演出・振付。
2023年現在京都でロングラン公演中のノンバーバルパフォーマンス『ギア-GEAR-』にマイムパートで出演中。
マイムユニット「MIME＋(ミメット)」や、他ジャンルを組み合わせたパフォーマンス集団「レシオ-ratio-」において、言葉を使わない幻想的な空気感の舞台作品を複数創作。
また、誰でも気軽に楽しんでもらえる大道芸パフォーマンス『パントマイムコメディWAO!!』など、様々な場所で表現活動を行い、言葉に頼らないエンターテイメントパフォーマンスの楽しさと魅力を伝えている。
2022年にはNHK教育テレビジョンで放映された『TAROMAN 岡本太郎式特撮活劇』でタローマンを演じた。